# اس شکارچی ۷۰
اس شکارچی ۷۰ یک ستاره است که در صورت فلکی شکارچی قرار دارد.